# Bertran d'Aurel
Bertran d'Aurel (fl. XII-XIII secolo) è stato un trovatore occitano forse originario di Aurel (Drôme o Vaucluse), attivo in Veneto e in Italia settentrionale.

## Biografia
Bertran d'Aurel sembra essere stato un militare al servizio nell'armata dell'imperatore Federico II di Svevia, legato in amicizia con Guillem Figueira, il quale lo chiamava bel ami.
Della sua opera ci restano unicamente dieci versi di una cobla di un partimen, in risposta a Figueira, nella quale fa riferimento ad Aimeric de Peguilhan, che nel suo soggiorno in Italia aveva ammassato un bel po' di ricchezza, cosa questa che turbava non poco il suo amico Figueiras; questi scrive all'amico una cobla dicendogli:
Bertran d'Aurel, si moria

N'Aimeric, ans de martror,

digatz a cuy laissaria

son aver e sa ricor

c'a conques en Lombardia,

suffretan freit e langor...
Bertran d'Aurel, se morisse

Aimeric prima della Toussaint,

ditemi a chi lascerebbe

gli averi e le ricchezze

che acquistò in Lombardia,

sopportando freddo e stenti...
Aimeric risponde letteralmente per le rime con un'altra cobla indirizzata a Taurel, in cui riformula sarcasticamente la domanda: "Bertran d'Aurel, se morisse Figueira l'indebitato, ditemi, a chi lascerà il suo cuore ipocrita e traditore, ecc..."
Digatz a cuy laissaria

lo seu fals cor traidor,

plen d'enjan e de bauzia

e de noiz e de folor,

d'anta e de deshonor;

ni putans qui menearia,

ni arlotz e bevedor

qui farian de seignor.
Ditemi a chi lascerebbe

il suo falso cuore traditore,

pieno d'inganno e di bugie

e di noia e di follia,

di vergogna e disonore;

né puttane che menerebbe,

né magnacci e ubriaconi

lo farebbero lor signore.
Tuttavia Bertran d'Aurel non prende la difesa di Figueira, allorché risponde a Peguilhan, dicendo...
N'Aimeric, laissar poiria

a 'n Çoanet lo menor

l'enjan e la tricheria ,

car el viu d'aitai labor ;

els enoiz e la folia

A N'Auzer lo feinhedor,

Et a 'N Lambert la putia.

[...]
Aimeric, lasciar poria

a Çoanet il minore

l'inganno e l'astuzia,

da che vive di tal lavoro;

le liti e la follia

ad Auzet il mentitore,

e a Lambert, il puttanaio.

[...]